# Мохов, Виктор Васильевич
Ви́ктор Васи́льевич Мо́хов (род. 22 июня 1950, Скопин, Рязанская область, РСФСР, СССР) — российский преступник, похитивший в 2000 году двух несовершеннолетних девушек 14 и 17 лет, продержавший и насиловавший их в подвале в течение почти четырёх лет. В российских СМИ известен как Скопинский маньяк.
30 августа 2005 года Скопинским городским судом Рязанской области был приговорён к 17 годам лишения свободы. Позже срок был сокращён на 2 месяца из-за изменений в законодательстве. 3 марта 2021 года Мохов вышел на свободу. В течение 6 лет ему запрещено посещать массовые мероприятия, находиться на улице в ночное время, а также покидать Скопинский район без разрешения. Кроме того, четырежды в месяц Мохов обязан отмечаться в полиции (изначально было два).

## Жизнь до преступлений
Родился 22 июня 1950 года в городе Скопине Рязанской области. Отец Василий Максимович был рабочим, мать Алиса Валентиновна — секретарь-машинистка. У него есть сестра на семь лет младше. Родители разошлись примерно в 1972 году.
После окончания школы поступил работать на Скопинский машиностроительный завод учеником токаря. Учился в техникуме тяжёлого машиностроения по специальности «горный мастер». К моменту, когда он закончил обучение, все шахты Подмосковного угольного бассейна в Скопинском районе были закрыты, а уезжать из города, чтобы найти работу по специальности, ему не хотелось, поэтому он устроился на Скопинский автоагрегатный завод слесарем. Два года служил в армии. На работе считался одним из лучших работников, неоднократно побеждал в профессиональных соревнованиях, имел почётные грамоты за успехи в работе. До 1991 года состоял в КПСС.
В конце 1970-х годов он женился, но уже спустя 3 месяца развёлся. На момент совершения преступлений жил в частном доме вместе с матерью, детей у него не было. По мнению следователя Плоткина, проблемы у Мохова появились ещё в юные годы: «он с детства жил под давлением, в авторитарной семье. Отец судим, приставал к соседке, мать — ответственный секретарь, властная женщина. Отношения с противоположным полом у Мохова не складывались, детей не было… Завести романтические отношения Мохову не удавалось даже в молодости: когда у всех в его окружении были девушки, он был один. Тем не менее товарищи безуспешно пытались знакомить Виктора со своими бывшими подругами».
Потом Мохов прочитал, как в Вятских Полянах рабовладелец Александр Комин устроил под своим гаражом швейное производство и держал там рабынь, и решил похитить одну или нескольких девушек и использовать в качестве секс-рабынь.

## Подготовка к преступлениям

### Устройство подземной тюрьмы
Мохов проживал в частном доме вместе с матерью. На участке, кроме дома, находился гараж. Мохов выкопал под гаражом подвал, чтобы использовать его в качестве тюрьмы для своих рабынь.
Тюрьма представляла собой подвал, состоявший из одной небольшой комнаты, которую Мохов снабдил вентиляцией и куда провёл электричество. Внутри находились двухъярусная кровать и разнообразные предметы для проживания — электроплитка, стол, несколько стульев и посуда. Пищу пленницы готовили себе сами; в качестве туалета использовали ведро, в качестве умывальника — тазик с водой. Помещение закрывалось тяжёлой бетонной сейфовой дверью, после которой располагалась массивная металлическая крышка, запиравшаяся на массивный замок.
Вход в подвал находился с задней стороны гаража. Для его обнаружения необходимо было снять один из нижних жестяных листов, который держался на магнитах. Вниз вела небольшая лестница. Вход был настолько качественно замаскирован, что впоследствии его не смогли обнаружить даже сотрудники милиции, стоявшие прямо перед ним.

### Первое похищение
Первое известное похищение произошло в декабре 1999 года. 13-летняя Елена Малахова пришла к Мохову в гости со своим приятелем. Он напоил их и начал приставать к девушке. Она отвергла его приставания и ушла, тогда Мохов догнал её на улице, ударил по голове и затащил в бункер. В течение двух недель Мохов держал девочку в бункере и насиловал; затем ей удалось сбежать, но заявлять о похищении в милицию она не стала.

## Похищение двух девушек
Вечером 30 сентября 2000 года четырнадцатилетняя школьница Екатерина Мартынова и семнадцатилетняя учащаяся рязанского ПТУ-39 Елена Самохина возвращались с торжеств в Рязани, проходивших по случаю праздника «Вера, Надежда, Любовь». Мохов предложил их подвезти. Вместе с Моховым находилась его знакомая и, как впоследствии выяснилось, сообщница, двадцатипятилетняя Елена Бадукина, уроженка города Рязани, которая представилась «Лёшей». У девушек это подозрений не вызвало, так как Бадукина коротко стриглась и была похожа на мужчину. Предложив им выпить и подмешав в спиртное снотворное, он привёз их к себе и, возможно, с помощью Бадукиной, затащил одну в гараж, а другую — в бункер. Там он продержал девушек 43 месяца, насилуя их. Когда девушки проявляли строптивость, он морил их голодом, держал без света, бил резиновым шлангом, разбрызгивал по комнате слезоточивый газ. Когда Мохову удалось пресечь первую попытку побега его узниц, он произнёс им цитату из Данте Алигьери: «Оставь надежду, всяк сюда входящий».
Когда же девушки не сопротивлялись сексуальному насилию, он с ними «обращался хорошо». В частности, купил им телевизор, магнитофон, краски, покупал книги. Однажды Мохов принёс девушкам пачку старых журналов, на которых был написан не замеченный похитителем частичный адрес получателя. Так они узнали имя своего мучителя и своё местоположение.
Самохина родила от Мохова двоих сыновей: 6 ноября 2001 года и 6 июня 2003 года. В обоих случаях роды принимала Мартынова, которой Мохов принёс учебник по акушерству. Приём родов производился в антисанитарных условиях, с помощью подручных средств, например, бинтов, смоченных в водке, и столового ножа. Самохина назвала сыновей Владиславом и Олегом. Колыбелью им служил чемодан. Мохов отобрал мальчиков у Самохиной (первого — через 2 месяца, второго — через 4 месяца после рождения) и подкинул их в подъезды многоэтажных домов Скопина. Когда он хотел забрать второго мальчика, девушки подсунули в пелёнку две записки с просьбой о помощи, однако Мохов перед своим уходом перепеленал их и нашёл обе записки. Позже оба мальчика были усыновлены, так как Самохина психологически оказалась не готова взять их себе.

С 2003 года девушки, как показалось Мохову, потеряли всякую волю к сопротивлению. Поэтому он начал выводить их на прогулки по одной. Весной 2004 года он велел Мартыновой помочь ему соблазнить квартирантку — студентку Скопинского медицинского училища. Студентке Виктор представил Мартынову как свою племянницу. Он хотел подсыпать сильнодействующее снотворное ей в вино, однако Мартынова незаметно удержала квартирантку Мохова от питья. Позднее, перебирая свои аудиокассеты, квартирантка нашла аудиокассету, где лежала записка с просьбой о помощи. Текст в записке содержался следующий: 
Виктор мне не дядя. Он нас держит в подвале с сентября 2000 года. Он нас и тебя может убить. Отнеси записку в милицию.
 Студентка тут же уехала в родной Новомичуринск и там обратилась в милицию.

## Арест, следствие и суд

Суд над Моховым и Бадукиной

Первоначальной версией следствия было то, что пропавших девушек похитили дельцы, занимавшиеся торговлей проститутками для публичных домов различных стран. В Интерпол были направлены ориентировки на розыск девушек, но к положительному результату это, естественно, не привело.
Мохов был вызван на допрос в прокуратуру, где в похищении и содержании в неволе двух девушек он не сознался. В это же время оперативная группа обыскала гараж Мохова, при этом найти какого-либо входа в подвал не смогла. Однако сотрудники прокуратуры решили окончательно убедиться, что Виктор не держит в подвале девочек. У Мохова, видимо, не выдержали нервы. Он признал свою вину и сам показал, где был вход в подвал. Девушки были освобождены 4 мая 2004 года. Всего они провели в «бетонном мешке» 3 года 7 месяцев 4 суток и 15 часов.
На момент освобождения Самохина была на 8 месяце беременности уже третьим ребёнком. Вскоре после освобождения у неё случился выкидыш.
По результатам судебно-психиатрической экспертизы Мохов был признан вменяемым. 30 августа 2005 года Скопинский городской суд признал Мохова виновным в совершении преступлений по ч. 2 ст. 126 УК РФ (похищение двух или более лиц), ч. 3 ст. 131 УК РФ (изнасилование заведомо несовершеннолетней) и ч. 2 ст. 132 УК РФ (насильственные действия сексуального характера) и приговорил его к 17 годам лишения свободы в колонии строгого режима, его подельницу Елену Бадукину, арестованную вскоре после него, — к 5,5 годам. Рязанский областной суд оставил приговор без изменения. Позднее срок Мохова был сокращён на 2 месяца из-за изменений в законодательстве.
Мать преступника Алиса Мохова до самой своей смерти в 2014 году отрицала, что знала о происходящем.

## Дальнейшая судьба жертв
Постепенно обе девушки восстановили своё здоровье и возобновили учёбу.
Мартынова три раза выходила замуж, воспитывает двоих детей, по состоянию на 2020 год жила с мужем и детьми в пригороде Рязани. Опубликовала книгу о пережитом в заточении, подготовила вторую книгу к печати.
Самохина преподаёт английский язык, от общения с журналистами отказывается, дав интервью единственный раз. Бывшие пленницы Мохова относятся друг к другу доброжелательно, но отношений не поддерживают.

## После освобождения
3 марта 2021 года Мохов, отбыв срок заключения, вышел на свободу. В течение 6 лет ему будет запрещено посещать массовые мероприятия, находиться на улице в ночное время, а также покидать Скопинский район без разрешения. Кроме того, четыре раза в месяц Мохов обязан отмечаться в полиции. Мохов должен был вернуться домой 4 марта и в трёхдневный срок встать на учёт, однако в назначенное время дома не появился. По сообщению телеканала «360°», Мохову назначено для проживания другое место в Рязанской области.
Стало известно, что Мохов в нарушение условий надзора отправился в Москву для участия в ток-шоу. По словам Екатерины Мартыновой, у редактора ток-шоу «На самом деле» на Первом канале есть свободная квартира в Москве. По его словам, он сделал ему временную регистрацию, и теперь Мохов может отмечаться по месту жительства, поэтому он якобы не нарушил закон.
22 марта 2021 года на сайте YouTube появилась видеозапись интервью Ксении Собчак с Моховым продолжительностью более часа. Публикация интервью вызвала в основном негативную общественную реакцию. Собчак обвиняли в пошлости, неуместной спекуляции на подробностях сексуального насилия и создании рекламы бывшему осуждённому. Также резонанс вызвали неподтвержденные слухи о том, что Ксения Собчак заплатила Мохову за интервью миллион рублей. .
16 июня рязанский областной суд запретил «скопинскому маньяку» Виктору Мохову общаться с журналистами и посещать бары, кафе и рестораны, где продаётся алкоголь. Решение Скопинского районного суда, который отказался запрещать Мохову общаться с журналистами и посещать бары, было отменено по апелляционным жалобам. «Скопинскому маньяку» нельзя общаться со СМИ, в том числе в Интернете.
В конце июля 2021 года в социальных сетях появилось видео, на котором Мохов в одежде с символикой КПРФ заявляет о поддержке им Геннадия Зюганова. В рязанском отделении КПРФ запись назвали провокацией. За нарушение ограничений Мохов был приговорён к 10 суткам административного ареста.

## Новый арест
2 августа 2022 года в доме Мохова произошло убийство. Мохов отмечал в компании пятерых приятелей день ВДВ. Он посчитал, что один из пришедших украл у него гуся. Между разгорячёнными алкоголем мужчинами завязалась ссора. Один из гостей решил заступиться за Мохова и ударил подозреваемого в краже локтём в шею. Потерпевший скончался на месте, после чего Мохов помог приятелю оттащить тело в заброшенный дом.
9 августа 2022 года Мохов был арестован на 10 суток за нарушения условий освобождения, он не ночевал дома. Позднее мужчина, убивший гостя, был задержан и в ходе следствия сознался в содеянном, в том числе и о сокрытии преступления Моховым, после чего суд отправил Мохова под домашний арест до 7 октября. Позже суд заменил домашний арест на реальный из-за нарушения условий: Мохов пользовался Интернетом и приводил в дом гостей.
В конце февраля 2023 года Скопинский маньяк вновь был замечен на свободе в связи с истёкшим сроком содержания под стражей.
7 августа 2024 года Скопинский районный суд Рязанской области постановил прекратить уголовное дело в отношении Мохова в связи с истечением срока давности.

## В массовой культуре
Документальные фильмы и выпуски телепередач
- Документальный фильм «Пленницы подземелья» из цикла «Честный детектив» (2004)
- Документальный фильм «Подземный монстр» из цикла «Цена любви» (2004)
- Выпуск «Рабы XXI века» телепередачи «Особо опасен» (2005)
- Документальный фильм «Право на надежду» из цикла «Криминальная Россия» (2006)
- Выпуск «Остаться в живых» телепередачи «Пусть говорят» (20.09.2006)
- Документальный фильм «Пленницы старого дьявола» из цикла «Победившие смерть» (2007)
- Документальный фильм «Мой ребёнок-монстр» из цикла «Честно» (2010)
- Выпуск «На земле и под землёй» телепередачи «Пусть говорят» (23.03.2017)
- Документальный фильм «Наложницы подземелья. Дело маньяка Мохова» из цикла «Маньяки» (2020)
- Выпуск «3 года и 7 месяцев в плену маньяка» телепередачи «Новые русские сенсации» (04.10.2020)
- Выпуск «Маньяк выходит на волю» телепередачи «Новые русские сенсации» (11.10.2020)

Литература
- В 2017 году опубликована книга Екатерины Мартыновой «Исповедь узницы подземелья», в которой она делится воспоминаниями о пережитых событиях[28]. В 2021 году права на экранизацию книги приобрёл продюсер и режиссёр Сарик Андреасян. Он заявил о намерении приступить к съёмкам сериала по мотивам событий, описанных в книге, в 2022 году[29]
- Книга Карстэна Граффа «Непобеждённая»
- Сериал «След», серия «На побывку едет пожилой маньяк»

## Фильмы
- СКОПИНСКИЙ МАНЬЯК: разговор на свободе